# 宮崎秋人
宮崎 秋人（みやざき しゅうと、1990年9月3日 - ）は、日本の俳優。東京都出身。身長174cm。血液型はO型。ワタナベエンターテインメント所属。

## 略歴
2013年10月、同事務所の若手俳優・アーティスト育成システムのグループ「p.o.t challenge」を卒業。
2015年10月4日、ソロイベントにてD-BOYSに加入が発表される。
2016年5月25日、松田凌と北村諒の3人で結成したユニット「Unknown Number!!!」が、シングル「キボウノヒカリ」で歌手デビュー。

## 人物
趣味はバスケットボール、ビーチボールバレー、ギター。

## 出演

### 舞台
- ROMEO×JULIET〜legend of painful heart（2011年3月、キンケロ・シアター）
- THE BUTTERFLY EFFECT CHRONICLE『Blood Heaven〜第七天国〜』（2011年6月、キンケロ・シアター） - ラッジ 役
- ベニバラ兎団 Vol.9『Mr.教授の危険なマスカレイド』（2012年1月、青山円形劇場）
- ミュージカル『薄桜鬼』 - 永倉新八 役
  - 斎藤一篇（2012年4月 - 5月、サンシャイン劇場）
  - 沖田総司篇（2013年3月、サンシャイン劇場）
  - 土方歳三篇（2013年10月、日本青年館 大ホール）
  - HAKU-MYU LIVE（2014年1月、日本青年館 大ホール）
  - 風間千景篇（2014年5月 - 6月、新神戸オリエンタル劇場/シアター1010）
  - 藤堂平助篇（2015年1月、京都劇場/六本木ブルーシアター）
- abc★赤坂ボーイズキャバレー3回表!〜自分に喝を入れて勝つ!〜（2012年8月 - 9月、赤坂ACTシアター/シアターBRAVA!） - 木戸輝明 役
- 舞台版「殿といっしょ」（2012年11月、前進座劇場） - 伊達政宗 役[6]
- 舞台『弱虫ペダル』 - 新開隼人 役
  - 箱根学園篇 〜眠れる直線鬼〜（2013年1月 - 2月、紀伊國屋サザンシアター） - 主演
  - インターハイ篇 The First Result（2013年8月 - 9月、サンシャイン劇場/シアターBRAVA!）
  - インターハイ篇 The Second Order（2014年3月、天王洲銀河劇場/埼玉県熊谷会館/シアターBRAVA!）
  - 箱根学園篇 ~野獣覚醒~（2014年10月 - 11月、シアターBRAVA!/六本木ブルーシアター）
  - インターハイ篇 The WINNER（2015年3月、日本青年館 大ホール/シアターBRAVA!/キャナルシティ劇場）
  - 箱根学園新世代、始動（2016年9月 - 10月、TOKYO DOME CITY HALL/オリックス劇場）
- 東京サンダンス（2013年12月、劇場MOMO） - 圭三 役
- あの頃僕らはペニーレインで（2014年5月、日本橋三井ホール） - アキラ 役
- 少年社中『ネバーランド』（2014年7月、青山円形劇場） - カビー 役
- 『Messiah メサイア』 - 高野優太 役
  - -紫微ノ章-（2014年8月、サンシャイン劇場）
  - -鋼ノ章-（2015年9月、シアターGロッソ/新神戸オリエンタル劇場）
- 朗読劇『私の玉の輿計画！』（2014年11月、横浜赤レンガ倉庫） - オルス 役
- 本格文學朗読劇「極上文學」『走れメロス』（2014年12月3日・5日 - 7日、草月ホール） - 主演 メロス 役
- 舞台『BOYS★TALK』 第二弾（2014年12月25日 - 28日、新宿FACE）- じゅーと 役
- 舞台 『東京喰種』（2015年7月、AiiA 2.5 Theater Tokyo/京都劇場） - 永近英良 役
- 朗読劇『僕とあいつの関ヶ原』（2015年8月5日 - 7日、天王洲銀河劇場） - 石田三成/徳川家康 役
- 朗読劇『俺とおまえの夏の陣』（2015年8月8日 - 9日、天王洲銀河劇場） - 徳川家康/豊臣秀吉 他、役
- Dステ17th『夕陽伝』（2015年10月22日 - 11月1日、サンシャイン劇場/森ノ宮ピロティホール） - 都月 役
- AGAPE store『七つの秘密』（2016年1月、紀伊國屋ホール/近鉄アート館） - 鈴木 役
- つかこうへい七回忌特別公演『引退屋リリー』（2016年2月18日 - 3月7日、紀伊國屋ホール） - マコト 役
- 舞台『FAIRY TAIL』（2016年4月30日 - 5月9日、サンシャイン劇場） - 主演 ナツ・ドラグニル 役[7]
- 舞台『青の祓魔師』- 奥村雪男 役
  - 京都紅蓮篇（2016年8月、Zeppブルーシアター六本木）
  - 島根イルミナティ篇（2017年10月20日 - 11月5日、Zeppブルーシアター六本木、新神戸オリエンタル劇場）
- bpm EXTRA STAGE 『ESORA』（新宿:全労済ホール スペース・ゼロ） - 主演 ウォルト・バートン 役
- Dステ20th『柔道少年』（2017年2月6日 - 26日、ザ・スズナリ/ABCホール）  - 主演 ミヤザキシュウト 役
- 男水!（2017年5月） - 篠塚大樹 役[8]
- 少年社中『ピカレスク・セブン』（2018年1月、サンシャイン劇場/サンケイホールブリーゼ/岡崎市民会館あおいホール）- トクガワイエミツ 役
- おたまじゃくし (2018年2月、座・高円寺1/ABCホール)- アキノリ 役
- PHOTOGRAPH51 脚本：アナ・ジーグラ　演出：サラナ・ラパイン(2018年4月、東京芸術劇場シアターウエスト/梅田芸術劇場シアター・ドラマシティ- ワトソン 役
- 光より前に～夜明けの走者たち～　脚本・演出：谷賢一（2018年11月 - 12月、紀伊國屋ホール/ABCホール）- 主演 円谷幸吉 役[9]
- 音楽劇「マニアック」（2019年1月-2月、新国立劇場　中劇場/森ノ宮ピロティホール）- 漆原清 役
- TRUMPシリーズ『COCOON 月の翳り星ひとつ』 (2019年5月- 6月、サンシャイン劇場/サンケイホールブリーゼ) - ウル・デリコ / エミール・バード  役
- Reading♥Stage「百合と薔薇」（2019年6月12日、品川クラブeX）- 天野ヒカル 役
- HAMLET-ハムレット-　演出：森新太郎（2019年9月-10月、東京グローブ座/森ノ宮ピロティホール）- ホレイショー 役
- 阿呆浪士　脚本：鈴木聡　演出：ラサール石井（2020年1月-2月、新国立劇場　中劇場/森ノ宮ピロティホール）- スカピン 役
- 冬の時代　脚本：木下順二　演出：大河内直子（2020年3月、東京芸術劇場シアターウェスト）- 飄風 役
- アルキメデスの大戦　脚本：古川健　演出：日澤雄介（2020年6月-7月、シアタークリエ/呉信用金庫ホール/清水文化会館マリナート/御園座/メルパルクホール大阪）- 田中正二郎 役　※全公演中止
- STAGE GATE VR シアター vol.1『Defiled』（リーディングスタイル）　作：LEE KALCHEIM　翻訳：小田島恒志　演出：鈴木勝秀（2020年7月2日、7月25日、DDD青山クロスシアター） - ハリー・メンデルソン 役
- KAAT神奈川芸術劇場プロデュース　音楽劇「銀河鉄道の夜2020」　演出：白井晃（2020年9月20日-10月4日、KAAT神奈川芸術劇場ホール）- ザネリ・青年 役
- あうるすぽっとプロデュース 『その男、ピッグテイル』　演出：寺十吾　脚本：秋之桜子（2020年11月22日-29日、あうるすぽっと）- 主演 ウツギ 役
- タイトル、拒絶　演出・脚本：山田佳奈（2021年2月5日-10日、本多劇場）- 良太 役
- ロミオとジュリエット　演出：森新太郎（2021年3月-4月、東京グローブ座/梅田芸術劇場シアター・ドラマシティ）- マキューシオ 役
- ザ・ドクター　演出：栗山民也（2021年10月-2021年12月、彩の国さいたま芸術劇場　大ホール/PARCO劇場/兵庫県立芸術文化センター阪急　中ホール/穂の国とよはし芸術劇場PLAT/まつもと市民芸術館　主ホール/北九州芸術劇場　大ホール）- マイケル・コプリー 役
- マーキュリー・ファー　演出：白井晃（2022年1月-3月、世田谷パブリックシアター/まつもと市民芸術館/りゅーとぴあ新潟市民芸術文化会館劇場/兵庫県立芸術文化センター 阪急中ホール/神戸文化ホール中ホール/刈谷市総合文化センターアイリス大ホール/福岡市民会館 大ホール）- ローラ 役
- serial number07「Secret War～ひみつせん～」（2022年6月9日 - 19日、東京芸術劇場 シアターウエスト）[10] - 桑沢誠次郎 役
- アルキメデスの大戦　脚本：古川健　演出：日澤雄介（2022年10月-11月、/シアタークリエ/梅田芸術劇場シアター・ドラマシティ/清水文化会館マリナート大ホール/日本特殊陶業市民会館ビレッジホール/レクザムホール大ホール/呉信用金庫ホール）- 田中正二郎 役
- マヌエラ（2023年1月、東京建物Brillia HALL/森ノ宮ピロティホール/北九州芸術劇場大ホール）- チェン 役
- あいつをクビにするか（2023年8月24日、新宿シアタートップス）
- スターライドオーダー（2023年9月15日、ブルースクエア四谷）
- BILOXI BLUES　演出：小山ゆうな（2023年11月、シアタークリエ）- エプスタイン 役
- "名作に触れる"シリーズ 第1回「江戸川乱歩 短編集」（2024年3月15日、ザムザ阿佐谷）[11]
- 彼方からのうた -SONG FROM FAR AWAY-（2024年8月2日 - 13日、吉祥寺シアター）[12]
- 血の婚礼（2024年12月7日 - 18日、IMM THEATER / 12月28日・29日、兵庫県立芸術文化センター 阪急中ホール）[13][14]
- Too young（2025年11月13日 - 24日〈予定〉、紀伊國屋ホール） - 本郷 役[15]

### 映画
- 大奥〜永遠〜［右衛門佐・綱吉篇］（2012年）[16][17]
- キリング・カリキュラム 人狼処刑ゲーム 序章　(2015年)　- 滝口弘樹 役
- Messiah メサイア -深紅ノ章-（2015年10月17日） - 高野優太 役
- 写真甲子園 0.5秒の夏  （2017年11月18日公開)  - 藤咲大介 役
- ちょっとまて野球部! （2018年1月27日公開、日本出版販売/東映ビデオ）- 日野原豪 役
- 新宿パンチ（2018年）- 設楽玄 役
- 映画　明治東亰恋伽　（2019年）- 森鴎外 役
- 映画　私がモテてどうすんだ　監督：平沼紀久（2020年）- 芹沼拓郎 役
- 異物 -完全版-（2022年1月15日公開、Vandalism） - リュウ 役
- ツーアウトフルベース （2022年3月25日公開）

### テレビドラマ
- イタズラなKiss〜Love in TOKYO 第11、16話（2013年6月、フジテレビTWO） - 奈良崎ノブ 役[18]
- イタズラなKiss〜Love in TOKYO（2013年9月9日 - 、BSフジ）
- Messiah メサイア -影青ノ章-（2015年2月20日 - 3月27日、TOKYO MX）- 高野優太 役
- 弱虫ペダル（2016年8月26日 - 10月7日、BSスカパー!） - 新開隼人 役[19]
- 男水!（2017年1月 - 、日本テレビ） - 篠塚大樹 役[8]
- マジで航海してます。～Second Season～（2018年7月30日 - 、MBS／2018年8月1日 - 、TBS） - 如月光 役[20]
- ヒーローを作った男 石ノ森章太郎物語（2018年） - 鈴木伸一 役
- 明治東亰恋伽（2019年） - 森鷗外 役
- つばめ刑事（2019年） - 秦 役
- 世にも奇妙な物語 ’20 夏の特別編「3つの願い」（2020年7月11日、フジテレビ）- 野島新一郎 役
- 未満警察 ミッドナイトランナー 第8話（2020年8月15日、日本テレビ）- saotome 役
- アノニマス〜警視庁“指殺人”対策室〜 最終話（2021年3月15日、テレビ東京）
- 漂着者（2021年7月23日、テレビ朝日） - 木村刑事 役
- 最愛 第3話 - （2021年10月29日 - 、TBS）- 井口 役[21]
- ペンディングトレイン-8時23分、明日 君と（2023年4月21日 - 6月23日、TBS） - 明石周吾 役[22][23]
- シッコウ!!〜犬と私と執行官〜 第6話（2023年8月15日、テレビ朝日） - 鶴瀬良樹 役
- 帰ってきたらいっぱいして。（2023年10月20日 - 12月22日、読売テレビ） - 桐原歩 役[24]
- 嘘解きレトリック（2024年10月7日 - 12月16日、フジテレビ） - 耕吉 役[25]
- アイシー〜瞬間記憶捜査・柊班〜 第6話（2025年2月25日、フジテレビ） - 海老塚堅斗 役[26]
- 社畜人ヤブー（2025年4月4日 - 6月20日、BS松竹東急）-逢坂智昭 役
- ミッドナイト屋台〜ラ・ボンノォ〜 第5話（2025年5月10日、東海テレビ・フジテレビ） - 方丈輝善 役[27]
- 初恋DOGs（2025年7月1日 - 、TBS） - 日下部謙 役[28]

### バラエティ
- 竹中直人の大人の笑い（2012年、BS日テレ）[29]
- TV・局中法度! 第5回（2012年11月、テレビ神奈川 他） - 豊臣秀吉の秘書 役

### テレビアニメ
- 東京喰種トーキョーグール（2014年7月 - 9月、TOKYO MX 他） - イチミ 役
- 東京喰種トーキョーグール:re（2018年10月 - 、TOKYO MX 他） - イチミ 役

### その他
- SONY PCL 3Dショートムービー「Belivers」 - 英治 役
- YOUTUBE　第7世代実験室playthemoment「リチャード三世」（2020年5月）バッキンガム 役
- YOUTUBE　第7世代実験室playthemoment「ヘンリー六世」（2021年9月）ヘンリー六世 役
- 松田凌×小野健斗　おふたりさん（仮）(ニコニコ生放送)(2024年1月31日22時〜)　ゲスト出演